# María Victoria Menis
María Victoria Menis   (Buenos Aires, 18 de març de 1954) és una dramaturga, directora i guionista de cinema que va néixer a Buenos Aires, i és docent a la Universitat de Buenos Aires, a l'ENERC (Instituto Nacional de Cine y Artes Audiovisuales), i a l'Escola de Cinema d'Avellaneda, Buenos Aires, va escriure obres de teatre i guions de televisió i ha filmat diverses pel·lícules.

## Carrera professional
María Victoria Menis es va diplomar al Centre Experimental de l'Instituto Nacional de Cinematografía, Argentina (ENERC), on posteriorment va exercir la docència, i les seves primeres produccions van ser els curtmetratges Vecinas (1984) i ¿A qué hora? (1985), pels quals l'Ambaixada de França a l'Argentina li va atorgar dos premis Georges Méliès.
El seu primer llargmetratge, que va codirigir amb Pablo Nisenson sobre un guió d'ambdós dos, va ser Los espíritus patrióticos, un film que segons el crític Ròmul Berruti “com a joc lliure i transgressor, es justifica a si mateix i resulta d'estones regocijante. Però al mateix temps, es queda al nivell de l'entremaliadura menor”. Aquesta pel·lícula va ser guardonada amb el premio Còndor de Plata a la millor òpera preval de 1989 i amb els premis millor òpera preval en els festivals de cinema de Santa Fe i de Bariloche i es va exhibir com a convidada en el festival de cinema del American Institute Film i en el de Chicago.
El seu següent film va ser Arregui, la noticia del día (2001), una comèdia que gira entorn del replanteig del seu matrimoni i de la seva vida que realitza un gris empleat que atén el públic a l'Arxiu de Tribunals quan s'assabenta que té una malaltia terminal, que va comptar amb l'actuació de Carmen Maura i Enrique Pinti. Aquesta pel·lícula va ser exhibida com a convidada als festivals de Sao Paulo (Brasil), Ginebra (Suiza), Islantilla (Espanya), Chicago, San Diego i Miami (Estats Units).
El 2003 va dirigir i escriure El cielito, en col·laboració amb Alejandro Fernández Murray, una pel·lícula tracta sobre el llaç que s'estableix entre un noi vagabund i un nen els pares del qual no poden ni volen cuidar-lo. Narració commovedora i desesperada d'una situació de supervivència i pèrdua, sense possibilitat de sortida feliç. La pel·lícula va obtenir crítiques elogioses de la premsa argentina i francesa i va guanyar els premis CANAL ARTE - C.I.C.A.E. - Futur Talents Signis - Premi a la pel·lícula més solidària del festival al Festival Internacional de Cinema de Sant Sebastià, el Premi Especial del jurat per a Leonardo Ramírez, com a Millor Actor Protagonista al Festival de Cinema Llatinoamericà de Biarritz, i els premis FIPRECI (de la crítica internacional) i SIGNIS al Festival Internacional del Nou Cinema Llatinoamericà de l'Havana, Cuba.
Després va dirigir la coproducció francoargentina La cámara oscura,una història que narra la trobada -i les seves conseqüències- entre Gertrudis, una dona considerada "lletja" per la comunitat que es va criar en una colònia jueva de la província d'Entre Ríos i un fotògraf francès, en la segona dècada del 1900, que descobreix la seva bellesa oculta. Una de les cròniques va expressar sobre el film: “Menis construeix un entramat audiovisual (…) ple de climes i atmosferes, detalls i observacions que fan al món interior de la protagonista i a l'evolució i desenllaç de la trama. La realitzadora (...) elabora amb delicadesa i sofisticació cada detall de la posada en escena (...) una petita gran pel·lícula, d'aquestes que resten a la retina, a la memòria i al cor molt temps després que acaben els crèdits finals i s'encenen les llums de la sala”.”.

## Televisió
En col·laboració amb Juan Carlos Marín i Guillermo Gianc va realitzar el guió de Cosecharás tu siembra, na telenovel·la que va produir Canal 9 en 1991 pensada per al mercat extern protagonitzada per Luisa Kuliok i Osvaldo Laport. La telenovel·la, en la trama de la qual es van incorporar elements de la màfia siciliana, no va tenir l'èxit esperat però va obtenir el premi Martín Fierro d'aquest any.
Els mateixos guionistes van ser convocats en 1994 per a una altra telenovel·la amb la mateixa parella protagonista a la qual s'agregava l'actriu veneçolana Grecia Colmenares. La història, que transcorria entre 1830 i 1870, exigia filmacions en exteriors –moltes es van fer prop de San Antonio de Areco- una escenografia d'envergadura –per exemple, es va recrear un fortí militar- i un abundant vestuari d'uniformes i de vestits amb mirinyac. Els llibretistes van tenir l'assessoria de dos historiadors respecte del context de l'època. En aquesta mena de cicles l'habitual és que els llibrets es vagin elaborant amb poca anticipació a l'actuació per a anar-los variant d'acord amb les respostes del públic, però com en aquest cas l'escenografia i el vestuari requerien major antelació, els libretistas havien d'arriscar-se quant al rumb a seguir sense comptar amb aquesta informació, per a lliurar-los vint dies abans de l'enregistrament. Durant 9 mesos va ser un èxit amb una mitjana d'audiència de 23 punts i va obtenir els Martín Fierro a la millor telenovel·la i a la millor producció.

## Teatre
Per l'obra infantil Gamuza, que va escriure i va dirigir en 1996, va obtenir el Premi Argentores. També va escriure Payasos Imperiales (1996) que es va representar el 1999 al Teatro General San Martín Lágrimas en el Sahara, una història d'amor, amb el condiment del radioteatre, que es va estrenar al Teatro Nacional Cervantes i que el 2000 va rebre el Premio Nacional de Dramaturgia.

## Filmografia
Directora
- María y el araña  (2013)
- La cámara oscura  (2008)
- El cielito (2004)
- Arregui, la noticia del día (2001) (com María V. Menis)
- Los espíritus patrióticos (1989)
- A qué hora (1985)
- Vecinas (1984)

Guionista
- María y el araña  (2013)
- La cámara oscura  (2008)
- El cielito (2004)
- Arregui, la noticia del día (2001) (com María V. Menis)
- Los espíritus patrióticos (1989)
- Vivir a los 17  (1986)

Dissenyador de Producció
- Arregui, la noticia del día (2001)

 Coordinador de post-producción
- Arregui, la noticia del día (2001)

## Televisió
Directora
- Más allá del horizonte (1994) Sèrie

Guionista
- Más allá del horizonte (1994) Sèrie
- Cosecharás tu siembra (1991) Sèrie

## Premis i distincions
Festival Internacional de Cinema de Sant Sebastià
| Any  | Categoria                 | Pel·lícula | Resultat   |
| ---- | ------------------------- | ---------- | ---------- |
| 2004 | Premi ART                 | El cielito | Guanyadora |
| 2004 | Premi CICAE               | El cielito | Guanyadora |
| 2004 | Premi Futur Talent SIGNIS | El cielito | Guanyadora |
| 2004 | Premi Elkartasun Saria    | El cielito | Guanyadora |